# 馬場康彦
馬場 康彦（ばば やすひこ、1952年 - ）は、日本の経済学者・社会学者。専門は生活経済学、社会福祉。生活問題としての社会福祉を、生活経済学的な視点でとらえる。

## 来歴
岐阜県出身。早稲田大学商学部卒業。早稲田大学大学院商学研究科修了。明星大学で博士（社会学）の学位を取得。財団法人家計経済研究所研究員を経て、明星大学人文学部人間社会学科教授。

## 主な著作・編著・共著
- 経済企画庁国民生活局, 家計経済研究所『生活構造の日韓比較 : 雇用・賃金構造と家計構造を中心に』大蔵省印刷局、1996年。ISBN 4172304710。
- 岩田正美, 平野隆之, 馬場康彦『在宅介護の費用問題 : 介護にいくらかけているか』中央法規出版、1996年。ISBN 4805815205。
- 経済企画庁国民生活局, 家計経済研究所『生活構造の日韓比較 : 雇用・賃金構造と家計構造を中心に』家計経済研究所、1996年。ISBN 4172304710。NCID BN15952842。
- 馬場康彦『現代生活経済論 : 真の「豊かさ」とは何か』ミネルヴァ書房、1997年。ISBN 4623027724。
- 馬場康彦『生活経済からみる福祉 : 格差社会の実態に迫る』ミネルヴァ書房〈Minerva福祉ライブラリー〉、2007年。ISBN 9784623049721。